# Firestone Indy 200 de 2008
O Firestone Indy 200 de 2008 foi a décima primeira corrida da temporada de 2008 da IndyCar Series. A corrida foi disputada no dia 12 de julho no Nashville Superspeedway, localizado na cidade de Lebanon, Tennessee. Originalmente estavam previstas que a corrida tivesse 200 voltas, porém foi encerrada na volta 171 por causa da chuva, e o vencedor foi o neozelandês Scott Dixon, da equipe Chip Ganassi Racing.

## Pilotos e Equipes
| Nº | Piloto               | Equipe                     | Chassis | Motor | Pneu |
| -- | -------------------- | -------------------------- | ------- | ----- | ---- |
| 2  | A. J. Foyt IV        | Vision Racing              | Dallara | Honda | F    |
| 3  | Hélio Castroneves    | Team Penske                | Dallara | Honda | F    |
| 4  | Vitor Meira          | Panther Racing             | Dallara | Honda | F    |
| 5  | Oriol Servià (R)     | KV Racing Technology       | Dallara | Honda | F    |
| 6  | Ryan Briscoe         | Team Penske                | Dallara | Honda | F    |
| 7  | Danica Patrick       | Andretti-Green Racing      | Dallara | Honda | F    |
| 8  | Will Power (R)       | KV Racing Technology       | Dallara | Honda | F    |
| 9  | Scott Dixon          | Chip Ganassi Racing        | Dallara | Honda | F    |
| 10 | Dan Wheldon          | Chip Ganassi Racing        | Dallara | Honda | F    |
| 11 | Tony Kanaan          | Andretti-Green Racing      | Dallara | Honda | F    |
| 14 | Darren Manning       | A. J. Foyt Enterprises     | Dallara | Honda | F    |
| 15 | Buddy Rice           | Dreyer & Reinbold Racing   | Dallara | Honda | F    |
| 17 | Ryan Hunter-Reay     | Rahal Letterman Racing     | Dallara | Honda | F    |
| 18 | Bruno Junqueira      | Dale Coyne Racing          | Dallara | Honda | F    |
| 19 | Mario Moraes (R)     | Dale Coyne Racing          | Dallara | Honda | F    |
| 20 | Ed Carpenter         | Vision Racing              | Dallara | Honda | F    |
| 23 | Townsend Bell        | Dreyer & Reinbold Racing   | Dallara | Honda | F    |
| 25 | Marty Roth           | Roth Racing                | Dallara | Honda | F    |
| 26 | Marco Andretti       | Andretti-Green Racing      | Dallara | Honda | F    |
| 27 | Hideki Mutoh (R)     | Andretti-Green Racing      | Dallara | Honda | F    |
| 34 | Jaime Câmara (R)     | Conquest Racing            | Dallara | Honda | F    |
| 36 | Enrique Bernoldi (R) | Conquest Racing            | Dallara | Honda | F    |
| 02 | Justin Wilson (R)    | Newman/Haas/Lanigan Racing | Dallara | Honda | F    |
| 06 | Graham Rahal (R)     | Newman/Haas/Lanigan Racing | Dallara | Honda | F    |

- (R) - Rookie

Nota
- O venezuelano E. J. Viso da equipe HVM Racing não participou da etapa por ter sido diagnosticado com caxumba.[2]

## Resultados

### Treino classificatório
| Treino classificatório - 11 de julho | Treino classificatório - 11 de julho | Treino classificatório - 11 de julho | Treino classificatório - 11 de julho | Treino classificatório - 11 de julho | Treino classificatório - 11 de julho | Treino classificatório - 11 de julho | Treino classificatório - 11 de julho | Treino classificatório - 11 de julho |
| Pos                                  | Nº                                   | Piloto                               | Equipe                               | Volta 1                              | Volta 2                              | Volta 3                              | Volta 4                              | Tempo total                          |
| ------------------------------------ | ------------------------------------ | ------------------------------------ | ------------------------------------ | ------------------------------------ | ------------------------------------ | ------------------------------------ | ------------------------------------ | ------------------------------------ |
| 1                                    | 3                                    | Hélio Castroneves                    | Team Penske                          | 22.9060                              | 22.8700                              | 22.8655                              | 22.8905                              | 1:31.5320                            |
| 2                                    | 7                                    | Danica Patrick                       | Andretti-Green Racing                | 23.0510                              | 23.0114                              | 23.0056                              | 22.9969                              | 1:32.0649                            |
| 3                                    | 27                                   | Hideki Mutoh (R)                     | Andretti-Green Racing                | 23.0660                              | 23.0203                              | 22.9932                              | 22.9940                              | 1:32.0735                            |
| 4                                    | 17                                   | Ryan Hunter-Reay                     | Rahal Letterman Racing               | 23.0223                              | 23.0055                              | 23.0064                              | 23.0436                              | 1:32.0778                            |
| 5                                    | 9                                    | Scott Dixon                          | Chip Ganassi Racing                  | 23.0998                              | 23.0185                              | 22.9994                              | 22.9934                              | 1:32.1111                            |
| 6                                    | 10                                   | Dan Wheldon                          | Chip Ganassi Racing                  | 23.0758                              | 23.0425                              | 23.0340                              | 23.0295                              | 1:32.1818                            |
| 7                                    | 11                                   | Tony Kanaan                          | Andretti-Green Racing                | 23.0848                              | 23.0735                              | 23.0825                              | 23.0589                              | 1:32.2997                            |
| 8                                    | 20                                   | Ed Carpenter                         | Vision Racing                        | 23.1651                              | 23.0800                              | 23.0666                              | 23.0255                              | 1:32.3372                            |
| 9                                    | 6                                    | Ryan Briscoe                         | Team Penske                          | 23.2890                              | 23.0539                              | 23.0190                              | 22.9957                              | 1:32.3576                            |
| 10                                   | 06                                   | Graham Rahal (R)                     | Newman/Haas/Lanigan Racing           | 23.0957                              | 23.0931                              | 23.1231                              | 23.1047                              | 1:32.4166                            |
| 11                                   | 26                                   | Marco Andretti                       | Andretti-Green Racing                | 23.1514                              | 23.1542                              | 23.1281                              | 23.1387                              | 1:32.5724                            |
| 12                                   | 15                                   | Buddy Rice                           | Dreyer & Reinbold Racing             | 23.1549                              | 23.1369                              | 23.1606                              | 23.1312                              | 1:32.5836                            |
| 13                                   | 02                                   | Justin Wilson (R)                    | Newman/Haas/Lanigan Racing           | 23.1876                              | 23.1528                              | 23.1645                              | 23.1697                              | 1:32.6746                            |
| 14                                   | 8                                    | Will Power (R)                       | KV Racing Technology                 | 23.1838                              | 23.1982                              | 23.1734                              | 23.1699                              | 1:32.7253                            |
| 15                                   | 4                                    | Vitor Meira                          | Panther Racing                       | 23.1949                              | 23.1513                              | 23.2917                              | 23.1910                              | 1:32.8289                            |
| 16                                   | 23                                   | Milka Duno                           | Dreyer & Reinbold Racing             | 23.2815                              | 23.1897                              | 23.1998                              | 23.2029                              | 1:32.8739                            |
| 17                                   | 5                                    | Oriol Servià (R)                     | KV Racing Technology                 | 23.2442                              | 23.2410                              | 23.2199                              | 23.2231                              | 1:32.9282                            |
| 18                                   | 14                                   | Darren Manning                       | A. J. Foyt Enterprises               | 23.3553                              | 23.2555                              | 23.2324                              | 23.2111                              | 1:33.0543                            |
| 19                                   | 36                                   | Enrique Bernoldi (R)                 | Conquest Racing                      | 23.3614                              | 23.2386                              | 23.2394                              | 23.2241                              | 1:33.0635                            |
| 20                                   | 19                                   | Mario Moraes (R)                     | Dale Coyne Racing                    | 23.3999                              | 23.4089                              | 23.3932                              | 23.3856                              | 1:33.5876                            |
| 21                                   | 25                                   | Marty Roth                           | Roth Racing                          | 23.4867                              | 23.3952                              | 23.3684                              | 23.3417                              | 1:33.5920                            |
| 22                                   | 2                                    | A. J. Foyt IV                        | Vision Racing                        | 23.5237                              | 23.3741                              | 23.3743                              | 23.4025                              | 1:33.6746                            |
| 23                                   | 18                                   | Bruno Junqueira                      | Dale Coyne Racing                    | 23.4745                              | 23.4314                              | 23.4325                              | 23.4221                              | 1:33.7605                            |
| 24                                   | 34                                   | Jaime Câmara (R)                     | Conquest Racing                      | 23.5221                              | 23.4895                              | 23.4965                              | 23.4848                              | 1:33.9929                            |
| Relatório                            |                                      |                                      |                                      |                                      |                                      |                                      |                                      |                                      |

- (R) - Rookie

### Corrida
| Corrida - 12 de julho | Corrida - 12 de julho | Corrida - 12 de julho | Corrida - 12 de julho      | Corrida - 12 de julho | Corrida - 12 de julho | Corrida - 12 de julho | Corrida - 12 de julho | Corrida - 12 de julho |
| Pos                   | Nº                    | Piloto                | Equipe                     | Voltas                | Tempo                 | Largada               | Voltas na Liderança   | Pontos                |
| --------------------- | --------------------- | --------------------- | -------------------------- | --------------------- | --------------------- | --------------------- | --------------------- | --------------------- |
| 1                     | 9                     | Scott Dixon           | Chip Ganassi Racing        | 171                   | 1:30:04.6499          | 5                     | 53                    | 50                    |
| 2                     | 10                    | Dan Wheldon           | Chip Ganassi Racing        | 171                   | +1.0680               | 6                     | 0                     | 40                    |
| 3                     | 3                     | Hélio Castroneves     | Team Penske                | 171                   | +5.6679               | 1                     | 54                    | 35                    |
| 4                     | 11                    | Tony Kanaan           | Andretti-Green Racing      | 171                   | +6.4612               | 7                     | 59                    | 35                    |
| 5                     | 7                     | Danica Patrick        | Andretti-Green Racing      | 171                   | +7.8301               | 2                     | 0                     | 30                    |
| 6                     | 4                     | Vitor Meira           | Panther Racing             | 171                   | +9.5615               | 15                    | 0                     | 28                    |
| 7                     | 15                    | Buddy Rice            | Dreyer & Reinbold Racing   | 171                   | +13.2509              | 12                    | 0                     | 26                    |
| 8                     | 20                    | Ed Carpenter          | Vision Racing              | 171                   | +16.0567              | 8                     | 0                     | 24                    |
| 9                     | 14                    | Darren Manning        | A. J. Foyt Enterprises     | 171                   | +24.9236              | 18                    | 0                     | 22                    |
| 10                    | 19                    | Mario Moraes (R)      | Dale Coyne Racing          | 170                   | +1 volta              | 20                    | 0                     | 20                    |
| 11                    | 4                     | Will Power (R)        | KV Racing Technology       | 170                   | +1 volta              | 14                    | 0                     | 19                    |
| 12                    | 06                    | Graham Rahal (R)      | Newman/Haas/Lanigan Racing | 170                   | +1 volta              | 10                    | 0                     | 18                    |
| 13                    | 25                    | Marty Roth            | Roth Racing                | 170                   | +1 volta              | 21                    | 0                     | 17                    |
| 14                    | 27                    | Hideki Mutoh (R)      | Andretti-Green Racing      | 169                   | +2 voltas             | 3                     | 0                     | 16                    |
| 15                    | 18                    | Bruno Junqueira       | Dale Coyne Racing          | 169                   | +2 voltas             | 22                    | 0                     | 15                    |
| 16                    | 5                     | Oriol Servià (R)      | KV Racing Technology       | 169                   | +2 voltas             | 17                    | 5                     | 14                    |
| 17                    | 23                    | Milka Duno            | Dreyer & Reinbold Racing   | 168                   | +3 voltas             | 16                    | 0                     | 13                    |
| 18                    | 02                    | Justin Wilson (R)     | Newman/Haas/Lanigan Racing | 143                   | +28 voltas            | 13                    | 0                     | 12                    |
| 19                    | 17                    | Ryan Hunter-Reay      | Rahal Letterman Racing     | 99                    | Contato               | 4                     | 0                     | 12                    |
| 20                    | 36                    | Enrique Bernoldi (R)  | Conquest Racing            | 66                    | Mecânico              | 19                    | 0                     | 12                    |
| 21                    | 34                    | Jaime Câmara (R)      | Conquest Racing            | 50                    | Mecânico              | 23                    | 0                     | 12                    |
| 22                    | 2                     | A. J. Foyt IV         | Vision Racing              | 45                    | Mecânico              | 24                    | 0                     | 12                    |
| 23                    | 6                     | Ryan Briscoe          | Team Penske                | 3                     | Contato               | 9                     | 0                     | 12                    |
| 24                    | 26                    | Marco Andretti        | Andretti-Green Racing      | 2                     | Contato               | 11                    | 0                     | 12                    |
| Relatório             |                       |                       |                            |                       |                       |                       |                       |                       |

- (R) - Rookie